# Université du Wisconsin à Waukesha
L'université du Wisconsin à Waukesha (en anglais : University of Wisconsin–Waukesha ou UWW) est une université américaine située à Waukesha dans le Wisconsin.

## Source
- (en) Cet article est partiellement ou en totalité issu de l’article de Wikipédia en anglais intitulé « University of Wisconsin–Waukesha » (voir la liste des auteurs).